# Protactini
Protactini (/ˌproʊtækˈtɪniəm/) là một nguyên tố hóa học ký hiệu Pa và số nguyên tử 91. Đồng vị phổ biến nhất và tồn tại lâu nhất, Pa-231 là sản phẩm phân rã từ urani 235 (U-235), và có chu kỳ bán rã là 32.760 năm. Còn lại chủ yếu là đồng vị Pa-234 ở dạng vết có thời gian sống ngắn hơn và là sản phẩm phân rã từ urani 238 (U-238). Rất hiếm.
Nó tạo thành các hợp chất hóa học khác nhau, trong đó protactini thường có mặt trong trạng thái oxy hóa +5, nhưng nó cũng có thể giả định +4 và thậm chí cả trạng thái +3 hoặc +2. Nồng độ protactini trong lớp vỏ Trái Đất thường là một vài phần trên một nghìn tỷ, nhưng có thể lên tới vài phần triệu trên một số mỏ quặng uraninit. Do sự khan hiếm, phóng xạ cao và độc tính cao, hiện tại không có sử dụng cho protactini ngoài nghiên cứu khoa học, và vì mục đích này, protactinium chủ yếu được chiết xuất từ nhiên liệu hạt nhân đã qua sử dụng.
Protactini lần đầu tiên được xác định vào năm 1913 bởi Kasimir Fajans và Oswald Helmuth Göhring và được đặt tên brevi vì chu kỳ bán rã ngắn của đồng vị cụ thể được nghiên cứu, tức là protactini-234. Một đồng vị ổn định hơn của protactinium, 231Pa, được Otto Hahn và Lise Meitner phát hiện vào năm 1917/18, và họ đã chọn tên proto-actini, nhưng IUPAC cuối cùng đặt tên nó là "protactini" vào năm 1949 và xác nhận Hahn và Meitner là những người khám phá. Tên mới có nghĩa là tiền chất "(hạt nhân) của actini" và phản ánh rằng actini là một sản phẩm phân hủy phóng xạ của protactini. John Arnold Cranston (làm việc với Frederick Soddy và Ada Hitchins) cũng được cho là đã khám phá ra đồng vị ổn định nhất vào năm 1915, nhưng đã trì hoãn tuyên bố của mình do được kêu gọi phục vụ trong chiến tranh thế giới thứ nhất.
Đồng vị tự nhiên tồn tại lâu nhất và phong phú nhất (gần 100%) protactini, protactini-231, có chu kỳ bán rã 32,760 năm và là một sản phẩm phân rã của urani-235. Lượng vi lượng nhỏ hơn nhiều của đồng phân hạt nhân ngắn hạn protactini-234m xảy ra trong chuỗi phân rã của urani-238. Protactini-233 kết quả từ sự phân rã của thori-233 như một phần của chuỗi các sự kiện được sử dụng để tạo ra urani-233 bằng cách chiếu xạ neutron thori-232. Nó là một sản phẩm trung gian không mong muốn trong các lò phản ứng hạt nhân dựa trên thori và do đó được loại bỏ khỏi vùng hoạt động của lò phản ứng trong quá trình nhân giống. Phân tích nồng độ tương đối của các đồng vị urani, thori và protactini khác nhau trong nước và khoáng chất được sử dụng trong việc định lượng phóng xạ trầm tích lên tới 175.000 năm và trong mô hình hóa các quá trình địa chất khác nhau.